# Guillermo Chávez
Guillermo Chávez Palero (nacido el 30 de noviembre de 1983 en Guadalajara, Jalisco) es un futbolista mexicano que juega en la posición de defensa en el Atlético San Luis de la Liga de Ascenso de México.
Guillermo Chávez es un jugador surgido de las fuerzas básicas del Club Delfines de Coatzacoalcos y que debuta el 1 de agosto de 2004 en un partido contra Guerreros de Hermosillo, correspondiente a la fecha 1 del torneo.
Fue por primera vez titular en la jornada 3 con Club Delfines de Coatzacoalcos en la victoria 1-0 frente al San Luis FC, jugando los 90 minutos.

## Clubes
| Club                        | País   | Año             |
| --------------------------- | ------ | --------------- |
| Delfines de Coatzacoalcos   | México | 2004 - 2006     |
| Xolos de Tijuana            | México | 2006 - 2007     |
| Mérida FC                   | México | 2007-2011       |
| Dorados de Sinaloa          | México | 2011-2012       |
| Tiburones Rojos de Veracruz | México | 2012 - 2013     |
| Atlético San Luis           | México | 2013 - Presente |

- Datos: Q9001311